# ウッドクリフ・レイク (貯水池)
ウッドクリフ・レイク（Woodcliff Lake Reservoir）は、アメリカ合衆国ニュージャージー州バーゲン郡ウッドクリフ・レイクにある貯水池。

## 概要
1903年、パスカック川とベア川の合流地点に造られた。この湖が出現したことで、現地にあった町ウッドクリフは名称をウッドクリフ・レイクに改めた。所有はスエズ・ノース・アメリカ社。
貯水池は、871 million US gallons (3,300,000 m3) を蓄えることができる。水位が下がるとかつて川にかかっていた古い石造りの橋が見える。湖にはバスやブルーギルなどが生息するが、釣りをする場合はニュージャージー州が発行する免許が必要。